# Abénakiite-(Ce)
L'abénakiite-(Ce) est un minéral de la famille des cyclosilicates dont la composition chimique standard est celle d'un silicate, carbonate, phosphate et sulfate de sodium et de cérium : Na26Ce6(Si6O18)(PO4)6(CO3)6(SO2)O, avec en pratique une substitution partielle du cérium par le néodyme, le lanthane, le praséodyme et le thorium. Son numéro IMA est 1991-054.
Ce minéral est nommé d'après les Abénaquis, une tribu algonquienne de la Nouvelle-Angleterre.

## Structure et propriétés physiques
Les groupes silicate forment des cycles Si6O18.
La dureté de l'abénakiite-(Ce) est comprise entre 4 et 5 sur l'échelle de Mohs.